# Кульнево
Ку́льнево (рос. Кульнево) — присілок у складі Великоустюзького району Вологодської області, Росія. Входить до складу Юдинського сільського поселення.

## Населення
Населення — 4 особи (2010; 3 у 2002).
Національний склад (станом на 2002 рік):
- росіяни — 100 %